# NGC 1347
NGC 1347 (również PGC 12989) – galaktyka spiralna z poprzeczką (SBc), znajdująca się w gwiazdozbiorze Erydanu. Odkrył ją Francis Leavenworth w 1886 roku. Tworzy parę z sąsiednią, mniejszą galaktyką PGC 816443, z którą prawdopodobnie jest fizycznie związana. Ta para galaktyk została skatalogowana w Atlasie Osobliwych Galaktyk jako Arp 39.